# الدوري البيروي لكرة القدم 1988
الدوري البيروفي لكرة القدم 1988 (بالإسبانية: Campeonato Descentralizado 1988)‏ هو الموسم 60 من الدوري البيروفي لكرة القدم. كان عدد الأندية المشاركة فيه 37، وفاز فيه نادي سبورتينغ كريستال.